# مارغريت يورك
مارغريت يورك (بالإنجليزية: Margaret Yorke)‏ (و. 1924 – 2012 م) هي روائية، وكاتِبة، وأمينة مكتبة من المملكة المتحدة، والمملكة المتحدة لبريطانيا العظمى وأيرلندا، ولدت في سري، توفيت في لونغ كرندن، عن عمر يناهز 88 عاماً.

## التعليم
تعلمت في Prior's Field School ‏
.

## جوائز
حصلت على جوائز منها:
- الخنجر الماسي لكارتييه [الإنجليزية]‏ (1999)
- جائزة مارتن بيك [الإنجليزية]‏ (1982)

## وصلات خارجية
- مارغريت يورك على موقع IMDb (الإنجليزية)
- مارغريت يورك على موقع ميوزك برينز (الإنجليزية)

- مارغريت يورك في قاعدة بيانات الأفلام على الإنترنت